# شما (شخص سال تایم)

روی جلد مجله تایم در ۲۵ دسامبر ۲۰۰۶ زمینهٔ خاکستری از سطح براق آینه‌مانند.

در سال ۲۰۰۶ مجله تایم فرد سال را میلیون‌ها کاربر گمنام که ویکی‌پدیا، یوتیوب، مای‌اسپیس، فیس‌بوک، سکند لایف، و سیستم‌عامل لینوکس کار می‌کنند انتخاب کرد، یا به زبان ساده شخص سال مجله تایم کلمه شما (به انگلیسی: You) بود.